# Львівсько-Луцька оборонна операція

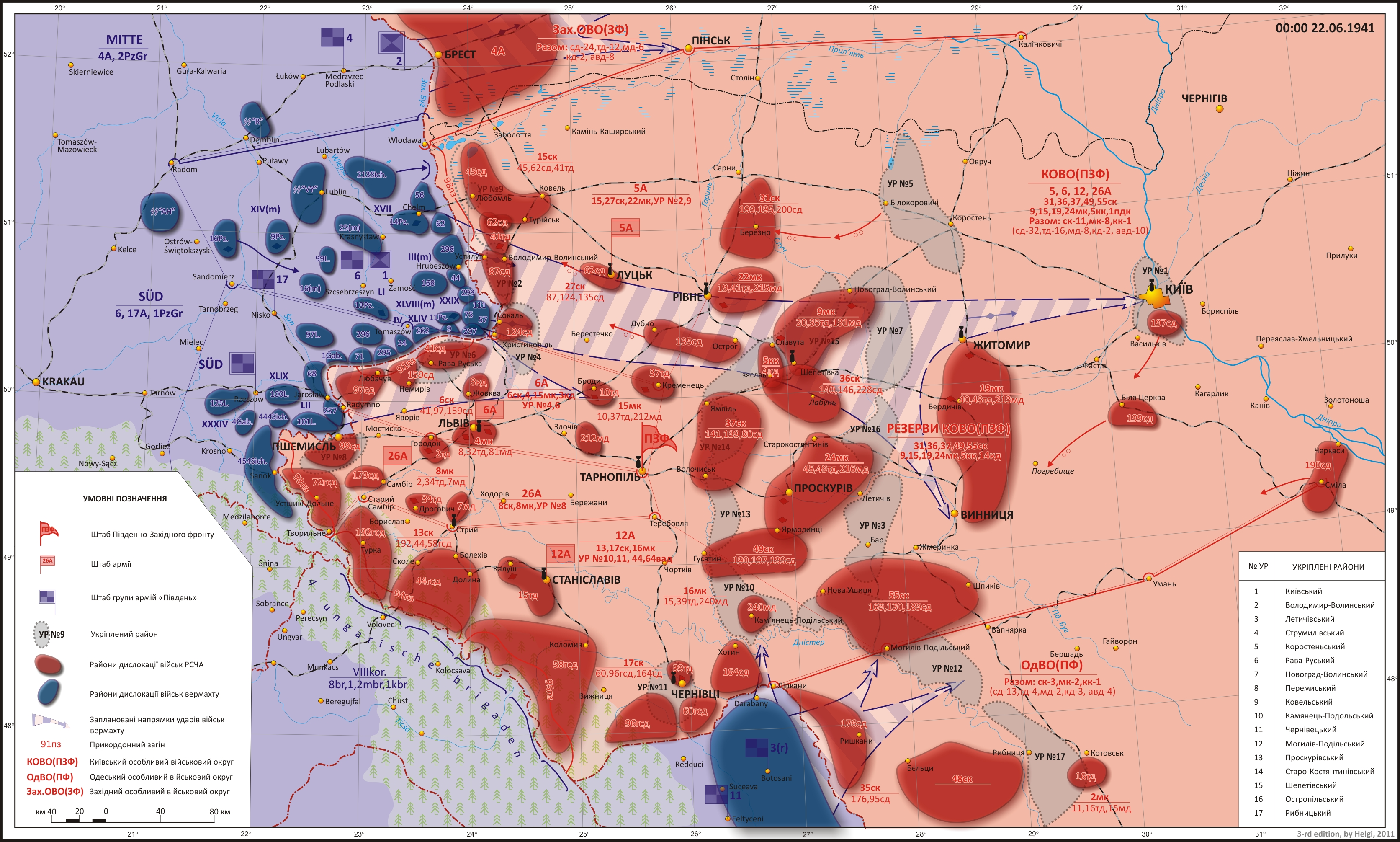
Положення сторін перед початком операції «Барбаросса». 22 червня 1941

Львівсько-Луцька оборонна операція — оборонна операція радянських військ на південному фланзі радянсько-німецького фронту в ході операції «Барбаросса», що проводилася в рамках Львівсько-Чернівецької операції протягом 22 червня — 1 липня 1941 року. Бойові дії під час цієї операції охопили територію майже усієї Західної України.

## Загальний стан
22 червня утворюється Південно-Західний фронт з Київського військового особливого округу, котрим командував генерал М. П. Кирпонос. До складу фронту увійшли 5-та, 6-та, 12-та та 26-та загальновійськові армії, котрі займали 860-кілометровий фронт від Прип'ятських боліт до Молдавії. З числа 58 дивізій — з них 16 танкових — 15 стрілецьких на початок операції знаходилися на марші в 100—120 кілометрах від кордону. Загалом в складі фронту нараховувалося 957000 бійців, 12600 гармат та мінометів, 4780 танків та 1759 бойових літаків. 8 мехкорпусів з 20-и, зосереджених в західних прикордонних округах, входили до складу фронту. До складу 8-и корпусів входило 24 танкові та механізовані дивізії з 4000 танків, з них 840 нових — КВ та Т-34.
Проти радянських військ діяли частини групи армій «Південь» — 6-та, 17-та польові армії та 1-ша танкова група — під орудою фельдмаршала Г. Рунштедта. Німецькі сили нараховували 730 000 військових, 9 700 гармат та мінометів, 800 танків та 770 бойових літаків. У 1-й танковій групі генерала Кляйста нараховувалося 9 танкових та мотодивізій, середніх танків — Т-III та T-IV близько половини, решту складали застарілі T-I й Т-II.

## 22 червня
З перших хвилин бойових дій радянські війська зазнали потужних авіаційних ударів — по аеродромах, з'єднаннях, штабах, радянські військово-повітряні сили не змогли здійснити належний опір.
Нацистські війська завдають удару танковими дивізіями 1-ї танкової групи генерала Е. Клейста на зчленування радянських 5-ї та 6-ї армій в напрямі Сокаль — Дубно. Головного удару завдавали по частинам 27-го стрілецького корпуса 5-ї армії. Частини першого ешелону корпусу, що знаходилися безпосередньо на кордоні в 2 укріпрайоні — 87-ма та 124-та стрілецькі дивізії — оточені. Кирпонос наказує командуючому 6-ю армією генералу І. М. Музиченку силами 4-го та загоном 15-го мехкорпусу, котрий був виділений для ліквідації німецького десанту під Радеховом, провести контрудар. Одночасно командуючий 5-ю армією генерал М. І. Потапов наказує провести контрудар по німецькому танковому угрупуванню силами 22-го мехкорпусу. Але співдії 5-ї та 6-ї армій досягти не вдалося, 20-кілометровий нацистський прорив прикрити було нічим. В напрямі Рави-Руської, де оборонялися підрозділи 6-ї армії, наступала німецька 17-та армія, 41-ша дивізія генерала Г. М. Мікушева тримала оборону 5 днів.
На Ковельському напрямі завдавали удару німецькі 56-та та 62-га піхотні дивізії 17-го армійського корпусу уздовж залізниці Холм — Ковель, 45-та стрілецька дивізія генерала Г. Г. Шерстюка зав'язала бої на кордоні. 61-й стрілецький полк 45-ї дивізії полковника Г. С. Антонова з великими втратами відбив німецький наступ 56-ї піхотної дивізії в районі Кути — Коцюри під Любомлем.
Біля Володимира-Волинського, де тримали оборону частини 87-ї стрілецької дивізії, диверсійні сили підрозділу «Бранденбург», захопили автомобільний міст в Устилузі та залізничний біля Вигоданки й почали переправу основних сил. В бою за Устилуг, де наступала 298-ма піхотна дивізія, радянські частини з великими втратами змогли відбити натиск, під вечір нацисти перекидають сюди бронеавтомобілі та танки 14-ї танкової дивізії. На ділянці Вигоданка — Цуцнів форсували Західний Буг частини 44-ї піхотної дивізії, від Кшечева до Литовежа — 299-та піхотна дивізія, ведуться бої по річці Студениця. До кінця дня 298-ма дивізія змогла захопити плацдарм біля Устилуга та Вигоданки в глибину на 6-8 кілометрів, тут розгортаються частини 14-ї танкової дивізії, досягли станції Яневичі, 87-ма стрілецька дивізія опинилася в напівоточенні.
В другій половині дня вводиться у бій німецька 11-та танкова дивізія в напрямі Сокаль — Тартаків — Стоянів, прокладаючи шлях 57-й та 297-й піхотним дивізіям. Під вечір радянська 124-та стрілецька дивізія опинилася в напівоточенні 57-ю, 75-ю та 111-ю піхотними дивізіями, 11-та танкова дивізія вийшла до Стоянова та Радехова.
До вечора 22 червня становище 87-ї дивізії значно погіршилося — обійдена з флангів та відрізана від радянських військ, післаний на підмогу з 22-го мехкорпусу танковий полк не зміг пробитися, з боями відійшов на північ в околиці Туропина, де прикривав Ковельський напрям на березі річки Турія. До кінця дня німецькі сили зайняли Римачі, Теребейки та Замлиння.
В напрямі Львова німецькі сили зайняли район Пархача, тут тримає оборону 3-тя кавалерійська дивізія по річці Блотня, опираючись на Струмилівський укріпрайон. 41-ша та 159-та стрілецькі дивізії займають Рава-Руський укріплений район, 97-ма стрілецька дивізія оборонялася на рубежі Млодув — Хотинець.
Керівництво наказує арміям Південно-Західного фронту за підтримки авіації завдати ударів на Люблін для оточення та знищення німецьких сил, що наступали під Володимиром-Волинським, та зайняти Люблін. Головною ціллю радянського контрудару був розгром 1-ї танкової групи Е. Клейста, котра прорвалася на зімкненні 5-ї армії генерала М. І. Потапова та 6-ї армії генерала І. Н. Музиченка. Але радянські частини не могли виконати це завдання — 4-й, 15-й та 22-й механізовані корпуси вже були втягнутими в прикордонні бої із значними втратами, мехкорпуси фронтового підпорядкування знаходилися за 200—400 кілометрів від вихідних позицій, при пересуванні весь час піддавалися авіаційним ударам.
Вимоги радянського Головнокомандування розбити німецьке Люблінське угрупування не було можливим виконати — 4-й та 8-й мехкорпуси знаходилися в Львівському виступі, німецька ж група армій «Південь» завдавала удару в обхід виступу з півночі.
Командування фронту на чолі з Кирпоносом вирішує підготувати контрудар по флангах німецької ударної групи на ділянці Володимир-Волинський — Кристинопіль силами 9-го, 19-го та 22-го мехкорпусів з півночі, та 4-го, 8-го і 15-го мехкорпусів з півдня; ці сили нараховували 3700 танків.
Перемишль обороняла 99-та стрілецька дивізія 26-ї армії генерала Ф. Я. Костенка, місто тричі переходило з рук в руки.

## Радянські контратаки
Вранці 23 червня 45-я стрілецька дивізія починає контратаку на нацистські сили під Ковелем по лінії Шацьких озер та річки Західний Буг, в цілоденних боях особливих успіхів не досягнуто. 298-ма нацистська дивізія проривається через Устилуг та виходить до П'ятиднів і окраїни Володимира-Волинського.

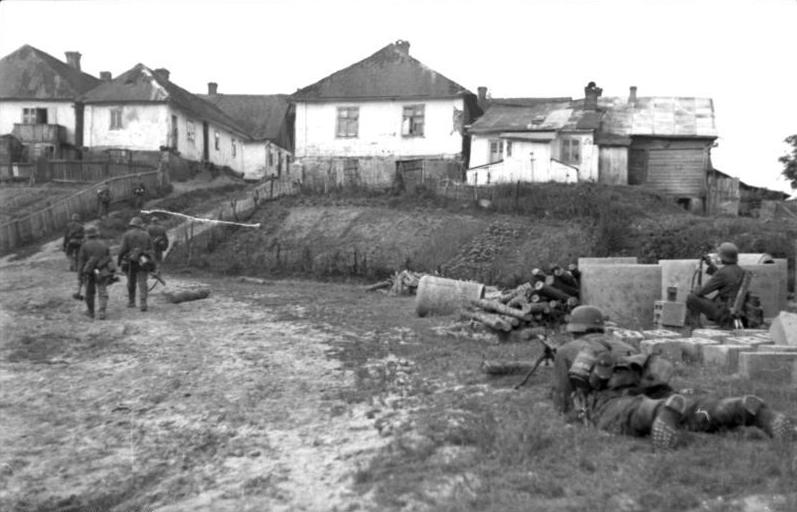
Німецькі війська в українському селі. Червень 1941.

23 червня почалася зустрічна танкова битва в районі Дубна, Луцька та Рівного, зі сторони Луцька та Дубна на лівий фланг 1-ї танкової групи завдавали удару 9-й механізований корпус Рокосовського та 19-й механізований корпус генерала М. В. Фекленка. Того ж дня німецькі війська продовжують наступ в районі Луцька та Берестечка, розширюючи розрив між 5-ю та 6-ю арміями.
В районі Радехова на фронті шириною 70 кілометрів переходить в наступ 17-й механізований корпус та, зазнавши значних втрат, відходить. 4-й механізований корпус генерала А. А. Власова направляється для ліквідації німецького прориву між 6-ю та 26-ю арміями біля Мостисьок. До вечора нацистські війська оточують дві дивізії 5-ї армії. 87-ма стрілецька дивізія генерала П. Ф. Алябушева після того, як її силам не вдалося з'єднатися із 124-ю стрілецькою, котра оборонялася південніше, відходить на південний схід самостійно.
32-га танкова дивізія прийняла бій біля Кам'янки-Струмилової, було підбито 18 нацистських танків та знищено 5 протитанкових гармат, втративши при цьому 11 танків, загинув командир 64-го танкового полку. В часі нічного бою з 23 на 24 червня радянські танкісти підбили 16 німецьких танків, втративши 15.
В другій половині дня частини 298-ї піхотної та 14-ї танкової дивізій захопили Володимир-Волинський, 44-та піхотна дивізія вибиває радянські сили з Устилуга, під Локачами розбито німецький розвідувальний батальйон. Частини 57-ї та 75-ї німецьких дивізій під вечір вийшли до Дружкополя, Печихвостів та Стоянова, передові частини під Гороховом. 11-та танкова дивізія вийшла під Лопатин та Радехів, захопивши мости через Стир біля Берестечка, Мерви та Щуровичів, передовий загін 57-ї піхотної дивізії під Пляшевою. 135-та стрілецька дивізія вела оборонний бій за Локачі; 1-ша артилерійська протитанкова бригада з маршу розгортається під Затурцями, обороняючи підступи до Луцька.
Під вечір 23 червня в полосі радянського 15-го стрілецького корпусу німецькі сили в Любомльсько — Ковельському напрямі вклинилися углиб на 15 кілометрів та розширили розрив між 45-ю та 62-ю стрілецькими дивізіями до 6 км. Командир 87-ї стрілецької дивізії генерал Алябушев приймає рішення про відступ для злучення з силами 5-ї армії.

## Початки оточень та «котлів»
87-ма стрілецька дивізія відходить в район Сельця, її 283-й стрілецький полк вранці 24 червня вранці був практично знищений німецькими танками, залишки 87-ї дивізії вели бої біля Сельця з блокуючими її силами німецької 44-ю піхотною дивізією.
Вранці 24 червня мотопіхота та танки 14-ї танкової дивізії за підтримки авіації атакують 135-ту радянську дивізію з лісу північніше Війниці та в бою на 5-6 кілометрів її відкинули на схід. В другій половині дня у наступ переходить 22-й механізований корпус з рубежа Війниця — Богуславська та просунувся на 7-10 кілометрів у напрямі Локачів, але, втративши понад 50 % танків, відійшов на попередні позиції. Під вечір поновлюється наступ на радянські позиції 19-ї танкової та 135-ї стрілецької дивізій, в ході 2-годинного бою 19-та танкова дивізія, втративши більшу частину танків, а 135-та стрілецька дивізія та 1-ша артилерійська протитанкова бригада — значну частину бійців та зброї, відходять на рубіж Станіславовка — Уляники — Одеради.
Опівдні 24 червня радянський 15-й стрілецький корпус із силами корпусного резерву — 104-го стрілецького полку, бронепоїзда та роти танків 41-ї танкової дивізії відбиває німецьку атаку зі сторони Любомля.
До вечора 24 червня в постійних боях розрив між 97-ю та 159-ю стрілецькими арміями збільшується до 40 кілометрів, німецькі сили зайняли Немирів; радянська 32-га танкова дивізія займає оборону під Немировом на заході Янівського лісу.
В ході бою під Луцьком німецькі середні та тяжкі танки знищили більшу частку танків 19-ї радянської танкової дивізії та завдали значних втрат 135-й піхотній дивізії, в бою під Війницею загинув командир 22-го мехкорпусу генерал С. М. Кондрусєв.
Командир 15-го стрілецького корпусу приймає рішення відвести 45-ту стрілецьку дивізію на рубіж Стара Гута — Городнє — Скиби, 62-гу стрілецьку дивізію — на рубіж Машів — Радехів.
Увечері 24 червня 215-та моторизована дивізія полковника П. А. Барабанова виходить на рубіж під Володимиром-Волинським по лінії Верба — Овадно.
В районі Немирова 4-й механізований корпус А. А. Власова 6-ї армії завдав удару по частинах німецького корпусу, але не зміг зупинити їх і розрив між 159-ю та 97-ю дивізіями 6-ї армії досяг 40 км.
В ніч на 25 червня залишки 87-ї стрілецької дивізії вириваються з оточення, переходять Луцьке шосе між Хобултовою і Війницею та заглиблюються в ліси і болота між Турією і Стоходом.
Вранці 25 червня переходять у наступ механізовані корпуси фронтового підпорядкування, на півночі 9-й та 19-й мехкорпуси, відкинули частини німецького 3-го механізованого корпусу на південний захід від Рівного. Шість дивізій 31-го та 36-го стрілецьких корпусів підходять до річок Стир та Іква та сходу під зустрічним вогнем займають оборону. Південніше дві дивізії 37-го стрілецького корпусу займають оборону із завданням не допустити удару в південному напрямі. Під вечір того дня 215-та механізована дивізія, котра завдавала удару по нацистських силах біля Володимира-Волинського з півночі, в бою з 298-ю піхотною дивізією, призупиняє наступ, переходить до оборони та відходить на річку Турія.

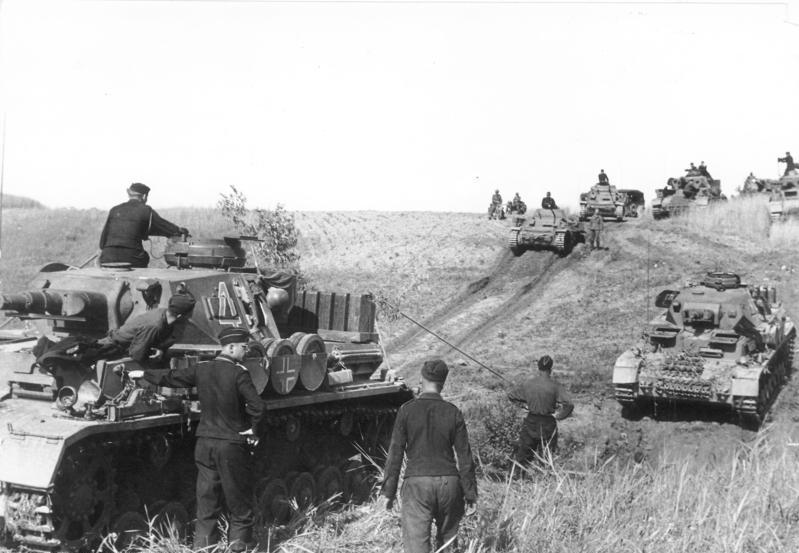
Частини 3-го мотокорпусу під Дубном

25 червня німецькі сили захопили Луцьк та розвивають наступ на Рівне, йдуть бої за міст і плацдарм біля Рожища — оборону тримає танковий полк 131-ї моторизованої дивізії. Увечері основні сили німецької 6-ї армії на марші по 70 кілометровому відтинку долать Стир, 11-та танкова дивізія, майже на 40 кілометрів відірвавшись від основних сил, займає Дубно. Під прикриттям ночі на 26 червня радянські війська відходять в східному напрямі. При чому відступ 135-ї стрілецької, 19-ї танкової та 460-го артилерійського полку 27-го стрілецького корпусу відбувався як втеча в напрямі Рівного, особистим втручанням генерал Потапов якось вирівнює ситуацію, що частково була охопила і 131-шу моторизовану дивізію.
В другій половині дня нововведена в бій радянська танкова дивізія від Одерадів вибиває нацистів із західної частини Луцька та займає міст через Стир.
Для прикриття переправи по залізничному мосту біля Рожища виділяється мотоциклетний полк 22-го мехкорпусу, залишки 135-ї стрілецької дивізії та мотострілецький полк 19-ї танкової дивізії — на ділянці Дубице.
Під вечір 25 червня 6-й стрілецький корпус відступає на Раву-Руську, звідти на Львів.
87-ма стрілецька дивізія вирвалася з оточення, вийшовши в тилу німецької 14-ї танкової дивізії; замість Алябушева її очолює начальник штабу М. І. Бланк.
Авіація Південно-Західного фронту та з'єднання 4-го авіаційного корпусу дальньої авіації полковника В. О. Судця з 25 червня основним завданням мали підтримку мехкорпусів, що вели боротьбу з танковим угрупуванням Клейста. Німецьке командування змушене перекинути частини 4-го повітряного флоту на охорону групи Кляйста.
На зімкненні радянських 5-ї та 6-ї армій німецькі сили виходять до Дубна — 11-та танкова дивізія, та Кременця — 16-та танкова дивізія.
Протягом 22-25 червня німецькими силами було на аеродромах знищено 234 радянських літаки.

## Невдала спроба контрудару
Станом на ранок 26 червня для радянського контрудару вдалося зосередити замість планованих шести механізованих корпусів чотири — 8-й та 15-й на півдні, на півночі 9-й та 19-й, замість планованих 3700 танків — близько 1300.
В ніч на 26 червня під Равою-Руською 8-ма танкова дивізія 4-го мехкорпусу атакує німецькі сили, що намагалися вийти в тил 41-й стрілецькій дивізії.
Залишки 135-ї стрілецької, 19-ї танкової дивізії та 1-ї протитанкової бригади відходять за Стир біля Рожища під прикриттям мотоциклетного полку 22-го мехкорпусу і частин 131-ї моторизованої дивізії, що оборонялася на рубежі від Рожища до Острожця. 124-та стрілецька дивізія вирвалася з оточення біля Милятина, пробивається в східному напрямі.
Вранці 26 червня 45-та та 62-га стрілецькі дивізії 15-го стрілецького корпусу 5-ї армії починають відхід під прикриттям ар'єргардів на проміжний рубіж Сушки — Шайно — Городелець, продовжуючи обороняти Ковельський вузол з північного заходу частинами 41-ї танкової дивізії. В тому ж часі 124-та стрілецька дивізія генерала П. Г. Сущого раптовою атакою виривається з оточення, пробирається по німецьких тилах, лише в липні біля Коростеня з'єднується з основними радянськими силами; після загибелі Сущего дивізію вів командир 406-го стрілецького полку Т. Я. Новиков.
5-та радянська армія вела бойові дії по прикриттю міст Крукениця — Балице — Перемишль.
8-й мехкорпус генерала Д. І. Рябишева переходить в наступ від Бродів на Берестечко, розбив німецький підрозділ біля Лішні за 20 км від Бродів, на вечір вийшов до річки Пляшівка. Проти мехкорпусу німецьке командування кидає 57-му піхотну дивізію та протитанкові артилерійські частини по лінії Берестечко — Острів — Козин й авіацію, наступ 8-го мехкорпусу припинився.
Німецька 13-та танкова дивізія переправилася по мосту через Ікву біля Млинова та наступає на Рівне, 11-та танкова дивізія вела наступальні бої в напрямі Мізоча та Острога, 16-та танкова дивізія зайняла Берестечко. Радянські 40-ва танкова дивізія та зведений 79-й танковий полк на рубежі Торговиця — Млинів з правофланговим полком 228-ї стрілецької дивізії вели цілоденний бій з 111-ю, 299-ю піхотними та 13-ю танковою німецькими дивізіями.
По силах 1-ї танкової групи та 6-ї армії завдають контрударів з півночі 9-й та 19-й механізовані корпуси, з півдня 8-й та 15-й механізовані корпуси — зустрічний танковий бій з німецькими 9-ю, 11-ю, 14-ю та 16-ю танковими дивізіями.
43-тя танкова дивізія зав'язала бій з німецькою 11-ю танковою дивізією під Криловом біля Дубна та на Ікві в межах Дубна. Під вечір німецька 13-та танкова дивізія прорвалася на зімкненні 40-ї та 43-ї танкових дивізій, обійшовши лівий фланг 40-ї танкової дивізії, відрізала її від 43-ї. 11-та танкова дивізія обходить радянську 43-ю танкову дивізію південніше Дубна та рушає в напрямі Мізоча, Острога та Здолбунова. Командир 19-го мехкорпусу генерал Фекленко пізно увечері віддає наказ про відхід військ на річку Стублу.
8-й механізований корпус генерала Рябишева — 34-та танкова дивізія полковника І. В. Васильєва та 12-та танкова дивізія генерала Т. А. Мішаніна — завдає удару по німецькій 12-й танковій дивізії з району Бродів на Берестечко, де німецькі сили вже встигли були звести оборонні споруди, та просувається вглиб на 12 кілометрів, 15-й механізований корпус генерала Г. І. Карпезо з-під Топорова не зміг перейти в наступ на Радехів та Дружкопіль, чекаючи в підмогу 8-му танкову дивізію з-під Львова та вів оборонні бої; вночі на 27 червня виведений з бою та зосереджується за 37-м стрілецьким корпусом. Тоді ж 41-ша стрілецька дивізія відступає на схід від Рави-Руської.
Протягом 26-27 червня радянські 9-й та 19-й механізовані корпуси билися з дивізіями 3-го мотокорпусу, під ударами люфтваффе відходять в район західніше Рівного. В другій половині 26 червня 9-й мехкорпус Рокосовського та 19-й мехкорпус Фекленка, проте німецьке керівництво передбачило удар з півночі та перекинули під імовірний напрям радянського удару три танкові дивізії. До кінця дня дивізії 9-го мехкорпусу виходять до Дубна, наступаючі правіше частини вступили в бій з німецькою 14-ю танковою дивізією; під Берестечком, Луцьком та Дубном розгорівся зустрічний танковий бій — один з найбільших за час Другої світової війни, на фронті шириною 70 кілометрів зіштовхнулося 2000 танків, зверху діяли сотні літаків.
В ніч на 27 червня командири 8-го та 15-го мехкорпусів отримують наказ на відступ та виведення в резерв фронту. Тоді ж з Львівського виступу отримують наказ відходити частини 12-ї та 26-ї армії.
Вранці 27 червня дивізії 8-го механізованого корпусу, що відходили, наказом командування знову кидаються в наступ у фланг і тили 1-ї танкової групи, котрі під Дубно і Рівним відбивали радянські контратаки, під Луцьком проведено контратаку на Сапогів. Однак інші мехкорпуси не мали змоги підтримати його, 8-й мехкорпус потрапив в оточення. 35-та танкова дивізія полковника М. А. Новикова вела бої між Малином та Уїздцями з німецькою 299-ю піхотною дивізією. 20-та танкова дивізія полковника М. Ю. Катукова вела бій під Пітушками та Довгошиями з частинами 299-ї німецької піхотної та 13-ї танкової дивізій, під вечір потрапляє в напівоточення. Командир 9-го мехкорпусу відводить 20-ту та 35-ту танкові дивізії під Клевань.
В ході контрудару 19-й механізований і 36-й стрілецький корпуси прорвалися до Дубно з півночі та північного сходу. На південну околицю Дубно вийшли частини 8-го механізованого корпусу. Однак опанувати Дубно й оточити передові частини 1-ї танкової групи Кляйста не вдалося, але перехоплення великої магістралі біля міста змусило німців призупинити наступ.
З вечора 27 червня 9-й мехкорпус відбивав на рубежі Олика — Клевань атаки 14-ї танкової та 25-ї моторизованої дивізій, що намагалися пробитися до шосе Луцьк — Рівне, 19-й мехкорпус намагався стримати нацистський наступ 13-ї танкової та 299-ї піхотної дивізій під Рівним.
Німецька 11-та танкова дивізія прорвалася до Острога та захопила плацдарм на Горині, створивши загрозу охоплення 19-го мехкорпусу з обидвох флангів та відрізала від переправ.
Німецька 17-та армія групи армій «Південь» перейшла в наступ і організувала переслідування радянських армій, які відходили з львівського виступу.
На ранок 28 червня радянські війська 6-ї армії займали позиції по лінії Тадані — Сапіжанка — Верени — Жулкев — Глинськ — Лозина — східний берег Янівського ставу — Страдч — Повітно — Грудек Ягельоньски — Великий Любінь.
28 червня німецькі сили захопили Ковель. Увечері командир 19-го мехкорпусу віддає наказ відійти з Рівного, на ранок 29 червня 40-ва танкова дивізія займає рубіж по Горині біля Тучина та Гощі, 43-тя танкова дивізія — по лінії Гоща — Вельбівне.
Противник підтягує резерви для прикриття правого флангу 1-ї танкової групи Кляйста.
Командуючий 6-ю армією генерал-лейтенант Музиченко вимагає від командира 4-го мехкорпусу замінувати всі дороги на Львів та підірвати мости. Однак на ранок 29 червня нацистські війська виходять на ближні підступи до Львова.

## Завершальна частина
Станом на вечір 29 червня сили 6-ї армії займали оборонний рубіж по лінії Тадані — Кам'янка-Струмилова - Дзибулки — Артасів — Куликів — Калинівка, Голоско — західна окраїна Львова — Левандівка — Рудно — фільварок Феєрувка — ліс західніше Оброшина — Наварія.
В районі Дубно тривали запеклі бої. Противник посилив своє угруповання новими з'єднаннями. 11-та танкова дивізія 1-ї танкової групи продовжувала тримати оборону в районі Острог. Радянські мехкорпуси, які зазнали в боях великих втрат, за наказом Кирпоноса стали виводитися з бою. Частина 8-го механізованого корпусу була оточена в районі Дубно.
На кінець 29 червня німці прорвалися до Львова, й радянські війська змушені були залишити місто.
Вранці 30 червня нацистська 1-ша гірсько-піхотна дивізія прориває один із блокпостів 32-ї танкової дивізії та увійшла на південно-західну окраїну Львова. Радянські війська полишають місто, на східній окраїні Львова відступаючі частини 4-го мехкорпусу замінені відновленою 159-ю стрілецькою дивізією, посиленою мотострілецьким полком, свіжі сили зав'язали зустрічний бій, але були відкинуті.
Війська фронту до 30 червня стримували нацистські сили груп Кляйста і Рейхенау в боях під Дубно і Рівним, лише 11-та німецька танкова дивізія зуміла пробитися вперед, ухилившись від зустрічного удару 19-го мехкорпусу. Подальшому просуванню 11-ї танкової дивізії опиралася 213-та механізована дивізія 19-го мехкорпусу генерала Лукіна, наспіх сформована з частин, що не встигли завантажитися в ешелони для відправки на Смоленськ.
Директивою від 30 червня Ставка Верховного Головнокомандування наказала командуючому Південно-Західним фронтом до 9 липня відвести війська на кордон Коростенського, Новоград-Волинського, Шепетівського, Старокостянтинівського, Проскурівського та Кам'янець-Подільського укріплених районів і, спираючись на них, організувати вперту оборону.
30 червня рештки 87-ї стрілецької дивізії виходять з оточення, з двох полків, що при відступі знову потрапили в оточення, лишилося 200 людей.
Того ж дня радянський кордон переходять авангардні батальйони польового корпусу Угорщини.
До 30 червня нацистські війська захопили Дубно, Ковель, Луцьк, Львів, Рівне.
Увечері 30 червня генерал Кирпонос віддає наказ арміям про відхід; за 8 днів частини мали відійти на 200 кілометрів.
Частина 8-го механізованого корпусу, оточеного в районі Дубно, неодноразово робила спроби прорватися в південно-західному напрямку.
1 липня штаб 6-ї армії віддає наказ задля уникнення оточення відходити на рубіж Острог — Ланівці — Волочиськ з метою утримувати Ізяславський та Староконстянтинівський укріплені райони.
Після провалу спроби радянського контрнаступу 32-га танкова дивізія відійшла на Тернопіль. Того ж дня німецькі сили увійшли до Костополя.
2 липня 14-й німецький мотокорпус оволодів Тернополем.

## Повстанська складова

Львів'яни в очікуванні проголошення Акту відновлення державності, 30 червня 1941 року.

23 червня почалися збройні виступи ОУН проти червоної влади, було перервано телеграфічне сполучення Львів — Тернопіль, повстанці зачали вести вуличні бої з НВКС у Львові та районних містечках. Повстання очолив тодішній Крайовий провідник ОУН(б) І. Климів.
Протягом наступних днів протирадянське повстання поширилося на Луцьк, Перемишль, Перемишляни, Бібрський, Городоцький, Жовківський, Мостиський, Рудківський, Самбірський та Яворівський райони Дрогобицької і Львівської областей.
Протягом 27 червня оунівці з боями перебрали владу над Костильниками, Купновичами, Ляшками та Мокрянами Рудківського району.
28 червня націоналістичні формування з боєм зайняли районний центр Перемишляни.
До 30 червня повстанські загони ОУН власними силами очистили від Червоної армії та радянської адміністрації Бібрський та Жовківський райони.
У боях із відступаючими радянськими військами оунівці захопили 15 тис. гвинтівок, 7 тис. кулеметів, десятки тис. гранат та сотні тис. набоїв.

## Післямова
З 22 по 29 червня 32-га танкова дивізія втратила 37 танків КВ та 146 Т-34, за цей час підбивши 110 німецьких танків та знищивши 96 протитанкових гармат.
В частинах 6-го стрілецького корпусу за час з 22 по 25 червня затримано та повернуто на фронт 5000 відступаючих червоноармійців, 100 розстріляно.
Втрати німецької танкової групи за цей час склали 260 танків.
Станом на початок відступу — 2 липня — у 87-й та 137-й стрілецьких дивізіях 27-го стрілецького корпусу було тільки 1500 бійців, в 9-му мехкорпусі — 40 танків, майже всі потребували заміни моторів. У 22-му мехкорпусі залишалося 137 танків Т-26 та 16 КВ; в ході відступу бійці мусили підірвати 58 несправних танків.
У боях 24—30 червня група армій «Південь» втратила майже 40 %, танків, 300 літаків; 10 піхотних і танкових дивізій стали небоєздатними. У мехкорпусах Південно-Західного фронту до 9 липня залишилось лише 737 танків, стрілецькі корпуси втратили до 70 % особового складу.
Загалом за час оборонних операцій у Західній Україні втрати радянських частин офіційно становили 241 590 військовиків — з них убитими 172 320. Червона армія позбулася 5800 гармат і мінометів, 4380 танків та 1210 літаків.